# مجموعة الصندوق

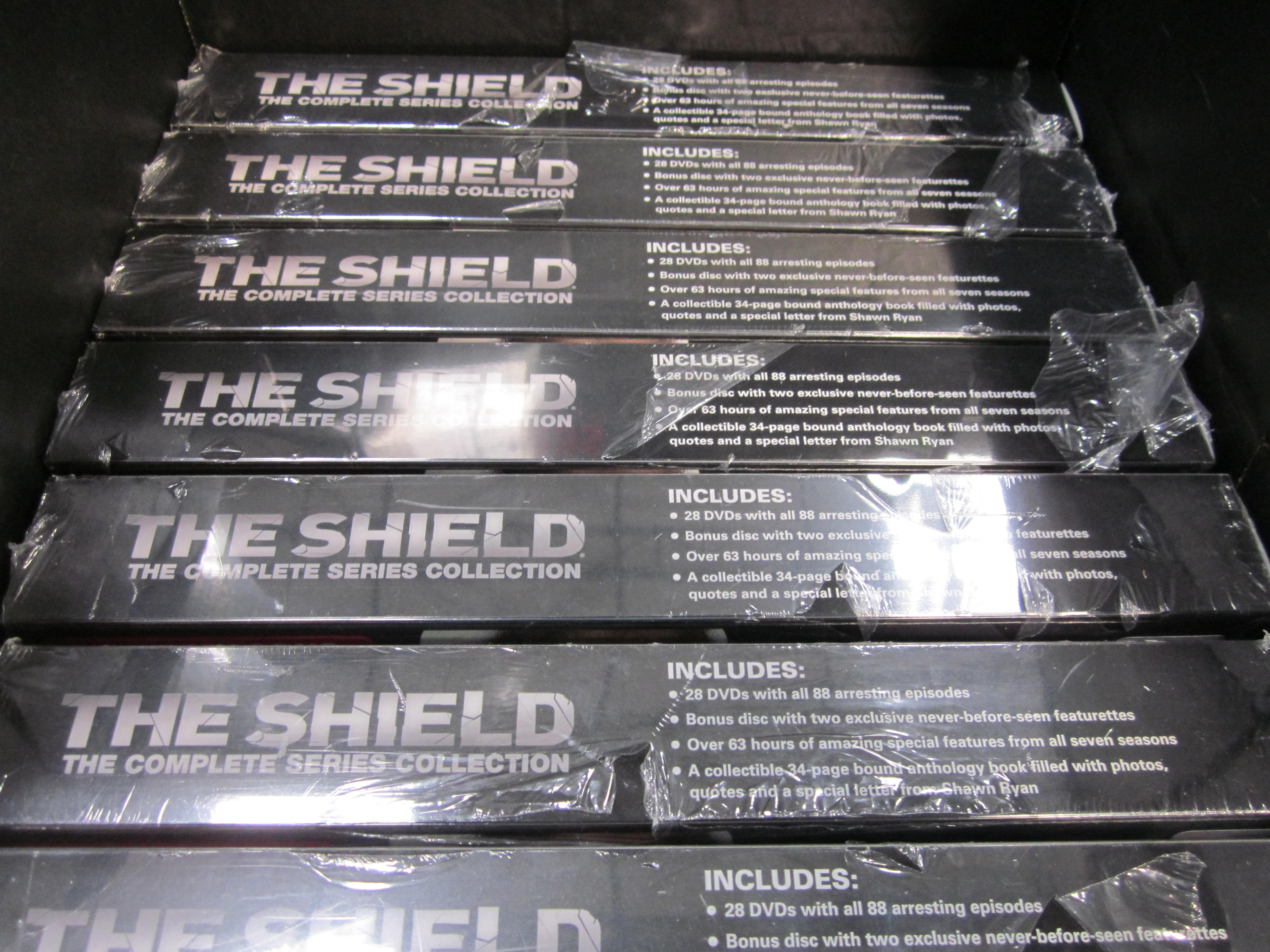

مجموعة الصندوق هو تجميع لتسجيلات موسيقية منوعة، أفلام، برامج تليفزيونية أو مجموعة أخرى ذات علاقة بما يحتويه الصندوق.